# 연애 탐정
"연애 탐정"은 한국에서 제작된 김수용 감독의 1966년 영화이다. 남정임 등이 주연으로 출연하였고 주동진 등이 제작에 참여하였다.

## 출연

### 주연
- 남정임
- 김희갑
- 김진규

## 기타
- 조명: 손영철
- 미술: 박석인